# Brilliance Zunchi
La Brilliance Zunchi, vendue à l'export sous les noms de Brilliance BS6, Brilliance Grandeur et Brilliance Galena, est une automobile chinoise de la marque Brilliance. Depuis 2012 et son léger restylage (pare-chocs avant, feux arrière, planche de bord) elle reçoit un nouveau patronyme qui est Brilliance M1.